# جيم والتون (صحفي)
جيم والتون،(بالإنجليزية: Jim Walton )، (1958-) صحفي شغل منصب رئيس لشبكة "سي إن إن" العالمية، انضم إلى الشبكة الإخبارية الأمريكية (سي إن إن)، بعد عام واحد من تأسيسها وتحديداً في عام 1981.

## مسيرته المهنية
تخرج والتون من جامعة ماريلاند كوليدج بارك عام 1981. وبدأ حياته المهنية في السي إن إن. لديه ولدان ، جايك وماكس.
تولى والتون منصب رئيس سي إن إن العالمية عام 2003.  واستمر في منصبه حتى 27 يوليو 2012 ، حيث أعلن استقالته بعد عمل في الشبكة لأكثر من 30 عامًا. عينت الشبكة بعد استقالته جيف زوكر ، الرئيس السابق لـ"ان بي سي". 